# Dordogne (flod)
Dordogne er en flod i det sydvestlige og centrale Frankrig. Dordogne er 490 km lang. Den har et afvandingsområde på 23.870 km² og en middelvandføring på 450 m³/s.

## Geografi
Floden har sit udspring på bjerget Puy de Sancy i Centralmassivet i regionen Auvergne i 720 meters højde hvor to mindre bjergfloder, Dore og Dogne, samles. Dordogne løber hovedsageligt mod vest knap  500 km gennem regionerne Limousin og Périgord før den munder ud i æstuariet Gironde som den deler med floden Garonne, nord for byen Bordeaux.
Dordogne løber gennem følgende Departementer og byer: 
- Puy-de-Dôme: Mont-Dore (nær udspringet), La Bourboule
- Corrèze: Argentat, Bort-les-Orgues
- Lot: Souillac
- Dordogne: Beynac-et-Cazenac, Sarlat, Saint-Cyprien og Bergerac
- Gironde: Sainte-Foy-la-Grande og Libourne

## Natur og turisme
Dordogne har store tidevandsbølger som breder sig langt op i floden. Dordognedalen regnes som et smukt område, og er et turistmål i regionen. Turistsæsonen varer fra juni til september med højsæson i juli og august. Dordognes afvandingsområde, et areal på  23.971,9 km², blev i 2012 udpeget til biosfærereservat under UNESCOs Menneske og biosfære-programmet.

## Bifloder
De største bifloder til Dordogne fra udspring til mundingen er:
- Rhue (fra højre)
- Diège (fra højre)
- Luzège (fra højre)
- Sumène (fra venstre)
- Auze (fra venstre)
- Doustre (fra højre)
- Maronne (fra venstre)
- Cère (fra venstre)
- Sourdoire (fra højre)
- Ouysse (fra venstre)
- Vézère (fra højre)
- Isle (fra højre)
- Laurence (fra venstre)